# Eumenos
Eumenos o Eumenes (in greco antico: Ευμενος o Εὐμένης?) (fl. V secolo a.C.) è stato un medaglista e un incisore di coni greco antico, attivo a Siracusa nel periodo 415 - 400 a.C..

## Biografia
Eumenos è il primo degli incisori di conii siracusani del nuovo stile ed è anche il primo a mettere la firma sui suoi conii. Le sue monete fanno tutte parte della monetazione di Siracusa. Gli sono attribuiti, per somiglianza stilistica, anche conii non firmati.
Scrive il suo nome nelle forme ΕΥΜΗΝΟΥ, ΕΥΜΕΝΟΥ EYMHNOY o EYM. 
Rossbach ne deduce, al contrario di Evans che il nome è Eumenos. La opinione è condivisa anche da Tarbell.
La firma può essere posizionata o sull'ampyx, la fascia che tiene i capelli della divinità, o nel campo.
Le monete incise sono il tetradracma e la dracma. La prima reca al dritto una quadriga veloce e al rovescio la testa della ninfa Aretusa, mentre la dracma reca al dritto l'eroe Leukaspis.
Il tipo con la quadriga è tipico già della prima monetazione siracusana. I destrieri di Eumenos mostrano ancora traccia delle rappresentazioni precedenti.
Anche la testa di Aretusa circondata dai delfini è presente nelle monetazioni precedenti.
Il tipo con Leukaspis è invece nuovo nella monetazione siracusana e verrà in seguito ripreso nella monete della Locride Opunzia, per la rappresentazione di Aiace Oileo.